# Ko Colijn
Jacobus (Ko) Colijn (Den Haag, 1951) is een Nederlandse journalist en politicoloog.
Colijn studeerde in 1975 af in de politieke wetenschappen (met als specialisatie internationale betrekkingen) aan de Universiteit Leiden. In 1989 promoveerde hij aan dezelfde universiteit op het proefschrift Het Nederlandse Wapenexportbeleid.
Sinds 1978 is hij verbonden aan het weekblad Vrij Nederland. Hij schrijft vaak over Nederlandse defensie-aangelegenheden. Hij is regelmatig als deskundige inzake algemene defensie en terrorisme te zien op de Belgische en Nederlandse televisie en te horen op de radio in actualiteitenrubrieken en journaals. 
Daarnaast is Colijn docent bestuurskunde aan de Faculteit Sociale Wetenschappen van de Erasmus Universiteit Rotterdam. Sinds 1 juni 2006 is hij bijzonder hoogleraar internationale betrekkingen, in het bijzonder mondiale veiligheidsvraagstukken, aan dezelfde faculteit. De leerstoel is ingesteld door het Nederlands Genootschap voor Internationale Zaken (NGIZ). 
Per 1 mei 2011 werd Colijn directeur van Instituut Clingendael. Hij werd op 1 juli 2016 opgevolgd door Monika Sie Dhian Ho.